# 黎巴嫩LGBT权益
尽管黎巴嫩在中东世俗化程度比较高，生活在黎巴嫩的性少数者仍然经历着性多数者没有经历过的困难。
2014年，朱代德的法院法官作出了黎巴嫩刑法第534条的适用起诉同性恋活动的条款无效的判决。第534条规定禁止发生“违背自然规律”的性关系，被认为用来针对同性恋者。法官裁定，同性恋不违背自然规律，从而使本条所规定的对同性恋者的迫害无效。
皮尤研究中心2007年的调查显示79%的黎巴嫩人认为“同性恋应该被拒绝”，18%的人认为“同性恋应该被接受”。但最近，LGBT人群正越来越得到社会的认可。特别是黎巴嫩全国精神病学中心不再把非异性恋的性取向视为精神障碍，成为阿拉伯世界首个将性少数者除病化的国家。

## 关于同性恋的法律
黎巴嫩刑法第534条禁止发生“违背自然规律”的性关系，违者将被处以一年徒刑。2002年，警察闯进了一个女人的房子，因她的母亲称，她的女儿偷了一些钱和首饰。在进入屋内，民警发现其与另一名女子发生性关系，因而指控她们犯下性悖軌罪。
2009年12月11日，黎巴嫩同性恋组织Helem针对中东和北非同性恋者的法律地位推出了一份报告。一名黎巴嫩巴特倫法官否决了利用第534条来起诉同性恋者。
2013年4月，贝鲁特北部Dekwaneh的市长，下令安全部队袭击和关闭了一个同性恋夜总会。一些俱乐部的观众被逮捕，并被迫在市级总部脱衣服并拍下裸体。这一行动遭到许多同性恋权利活动家的谴责。黎巴嫩临时政府内政部长Marwan Charbel表示支持Dekwaneh市长：“黎巴嫩反对同性恋，根据黎巴嫩法律这是一种犯罪行为。”
2013年7月11日，黎巴嫩精神病学协会（LPS）发表声明说，同性恋不是心理障碍，并不需要治疗，他们说：“同性恋本身不会造成判断性，稳定性，可靠性或社会和专业能力方面的任何缺陷”，“认为同性恋是家庭或心理发育不平衡导致的障碍的结论是基于错误的信息”。此外，LPS还裁定用“转化疗法”谋求同性恋“转换”成异性恋没有科学道理，并要求医务人员“只依靠科学”给予意见和处理类似事件。这使得黎巴嫩成为第一个不再认为同性恋是一种“病”的阿拉伯国家。
2014年1月28日黎巴嫩贝鲁特Jdeideh法院的法官，撤销了对一个出生为雙性人，自我认同为女子与一名男子发生“不自然”性关系的案件指控。第534条历史上常用来起诉同性关系。这项法律在2014年被废止。

## 言论自由和表达
虽然有政府对LGBT题材审查的初步报告，但近年来已更加自由化。

### LGBT刊物
黎巴嫩是第一个拥有自己的同性恋期刊的中东国家，名为“Barra”（阿拉伯语“Out”）。
Helem也有自己的网站，包括常规的在线通讯发布。
2009年，一本名为“Bareed Mista3jil”的书由黎巴嫩女同性恋女性集体组织（FC）在贝鲁特出版。该组织也被称为Nasawiya，工作涉及社会性别公正。书有英语和阿拉伯语版本，集合了来自黎巴嫩全国各地41个女同性恋，双性恋，酷儿，性提问者女性和跨性别的真实故事。

### 媒体宣传
2015年5月，黎巴嫩非盈利性组织Proud Lebanon（骄傲黎巴嫩），通过媒体对国际不再恐同日（IDAHOT）开展宣传。这包括一个知名的广告，展示了一些著名的黎巴嫩艺术家和社会名流呼吁黎巴嫩政府向所有公民提供平等的权利，不论性取向，国籍等。这则广告特别强调LGBT群体有生活在无恐同社会的权利。

## 黎巴嫩LGBT权利运动
黎巴嫩LGBT社区的成员于2002年开始通过创建一个名为“Hurriyyat Khassa”的政治协会来公开争取LGBT权利。该组织致力于改革刑法第534条，使成年人自愿的私人性行为不再是犯罪。另一个黎巴嫩LGBT权利组织名为“Helem”（阿拉伯语：‎，阿拉伯语“梦”的意思）。这些组织为艾滋病教育举行了一些公众示威，演讲和筹款活动。
2006年，Helem在Monroe酒店市区庆祝国际不再恐同日。
2007年8月，一个名为“Meem”的女同性恋非政府组织成立，以支持黎巴嫩的女同性恋，双性恋，跨性别，酷儿和性提问者女性。该组织提供社区支持，心理辅导，活动中心，法律援助，社会活动，并有机会为社会变革做工作。 Meem在贝鲁特设有活动和资源中心。

## LGBT与黎巴嫩政治
没有一个政党或派别公开支持任何一个同性恋权利组织的目标。2006年5月29日，贝鲁特市议会议员Saad-Eddine Wazzan公开呼吁总理Fouad Sanyoura和内政部长Ahmad Fatfat关闭Helem。6月16日星期五在贝鲁特清真寺的布道谴责同性恋，并指出贝鲁特有一个授权的LGBT组织叫Helem。布道还呼吁政府作出解释。第二天，黎巴嫩代理内政部长Ahmed Fatfat否认保守的穆斯林神职人员政府已批准了同性恋权利组织的指控。

## 概况
| 同性性行为合法                                       | （自2014年） |
| 同意年龄平等（单身：18；已婚：15）                   | 否           |
| 反就业歧视法律                                       | 否           |
| 提供商品和服务的反歧视法律                           | 否           |
| 在所有其他领域的反歧视法律（包括间接歧视，仇恨言论） | 否           |
| 同性婚姻                                             | 否           |
| 同性伴侣关系                                         | 否           |
| 同性伴侣收养继子女                                   | 否           |
| 同性伴侣联合收养                                     | 否           |
| 同性恋军人允许公开服役                               | 否           |
| 有权改变法律性别                                     | 否           |
| 女同性恋试管婴儿                                     | 否           |
| 男同性恋情侣商业代孕                                 | 否           |